# Горем (Іллінойс)
Горем (англ. Gorham) — селище (англ. village) в США, в окрузі Джексон штату Іллінойс. Населення — 173 особи (2020).

## Географія
Горем розташований за координатами 37°43′5″ пн. ш. 89°28′41″ зх. д. / 37.71806° пн. ш. 89.47806° зх. д. (37.718047, -89.477996).  За даними Бюро перепису населення США в 2010 році селище мало площу 3,19 км², з яких 3,16 км² — суходіл та 0,03 км² — водойми.

## Демографія
Згідно з переписом 2010 року, у селищі мешкало 236 осіб у 91 домогосподарстві у складі 56 родин. Густота населення становила 74 особи/км².  Було 104 помешкання (33/км²).
Расовий склад населення:
| - 97,9 % — білих |

До двох чи більше рас належало 1,7 %. Частка іспаномовних становила 0,0 % від усіх жителів.
За віковим діапазоном населення розподілялося таким чином: 25,0 % — особи молодші 18 років, 57,6 % — особи у віці 18—64 років, 17,4 % — особи у віці 65 років та старші. Медіана віку мешканця становила 39,7 року. На 100 осіб жіночої статі у селищі припадало 95,0 чоловіків;  на 100 жінок у віці від 18 років та старших — 103,4 чоловіків також старших 18 років.
Середній дохід на одне домашнє господарство  становив 35 014 долари США (медіана — 33 750), а середній дохід на одну сім'ю — 40 683 долари (медіана — 37 917). За межею бідності перебувало 28,5 % осіб, у тому числі 23,7 % дітей у віці до 18 років та 30,6 % осіб у віці 65 років та старших.
Цивільне працевлаштоване населення становило 65 осіб. Основні галузі зайнятості: виробництво — 36,9 %, роздрібна торгівля — 20,0 %, освіта, охорона здоров'я та соціальна допомога — 12,3 %, оптова торгівля — 6,2 %.